# Флаг Кедаха
Флаг штата Кедах — официальный символ малайзийского штата Кедах. Был принят в 1912 году. На красном полотнище в крыже расположен герб штата. Существует несколько вариантов написания текста на щите.

## Символика
Красный символизирует процветание и является традиционным цветом княжества Кедах. Щит символизирует власть султана, полумесяц  — ислам, венок  — сельское хозяйство.